# Eduard Kranner
Eduard Kranner (* 1. März 1893 in Wien; † 9. August 1977) war ein österreichischer Rechtsanwalt und Schriftsteller in Krems an der Donau und Eggenburg.

## Leben
Sein Großvater war aktiv in der Steiner Nationalgarde 1848.
Jugend und Schulzeit verbrachte Kranner in Krems (Matura am Piaristengymnasium mit Erwin H. Rainalter).
Sein Studium an der Hochschule für Bodenkultur in Wien wurde durch den Ersten Weltkrieg unterbrochen. Nach dem Krieg studierte er an der Universität Innsbruck Rechtswissenschaften. Seit 1913 war er Mitglied der Wiener akademischen Burschenschaft Gothia. In den Jahren 1931–1935 studierte er an der Universität Wien Germanistik und Philosophie. Aus dieser Zeit stammten die persönlichen Kontakte zu Josef Weinheber und zum Literaturhistoriker Josef Nadler. März 1933 trat Kranner der NSDAP bei (Mitgliedsnummer 1.524.713).
Den Beruf eines Rechtsanwaltes übte Kranner zuerst in Eggenburg aus (bis 1948), später war er in Krems bis 1961 tätig.
Von 1938 bis 1945 war er Bürgermeister von Eggenburg. Dass er auch nach dem Zweiten Weltkrieg in Eggenburg geschätzt war, liegt daran, dass es ihm gelang, die deutsche Wehrmacht von einer Befestigung der Stadt und von Sprengungen abzuhalten und so womöglich einen Beschuss durch die Rote Armee verhindert hat.
Sein literarisches Werk umfasst literaturhistorische Werke sowie Erzählungen und Novellen. Die Erzählung „Die Pfaffenberger Nacht“ hat in Krems großes Echo gefunden und wurde von Horst Ebenhöh vertont.

## Ehrungen
- Ehrenring der Stadt Krems (1973)
- Johann-Martin-Schmidt-Preis der Stadt Krems (1963)
- In Eggenburg ist die Dr. Eduard Krannerstraße ⊙ nach ihm benannt
- Ehrenmitgliedschaft der JKM! Rugia in Krems

## Werke
- Storchenburg und sein Knecht, Günther-Verl., 1938.
- Die Stadt Eggenburg, St. Pöltner Zeitungs-Verlags-Ges., 1941 bzw. 1942.
- Die Pfaffenberger Nacht oder Ein alter Weinberg an der Donau, Zsolnay, 1947.
- Käuze um alte Stadtmauern, Ferd. Berger, 1948, bzw. Heimatland-Verl., 1962 bzw. Faber 1974.
- Findelbrüder, Verl. „Das Bergland-Buch“, 1953.
- Gottfried Keller und die Geschwister Exner, Verlag Schwabe, 1960.
- Clarissima : got. Novelle, Heimatland Verl., 1963 bzw. Faber 1975.
- Als er noch lebte, Faber, 1967.
- Krems, Antlitz einer alten Stadt, Faber, 1969.
- Ulrich von Sachsendorf : e. höf. Minnesänger im babenberg. Österreich, Faber 1977.